# Kleiner Pappel-Glasflügler

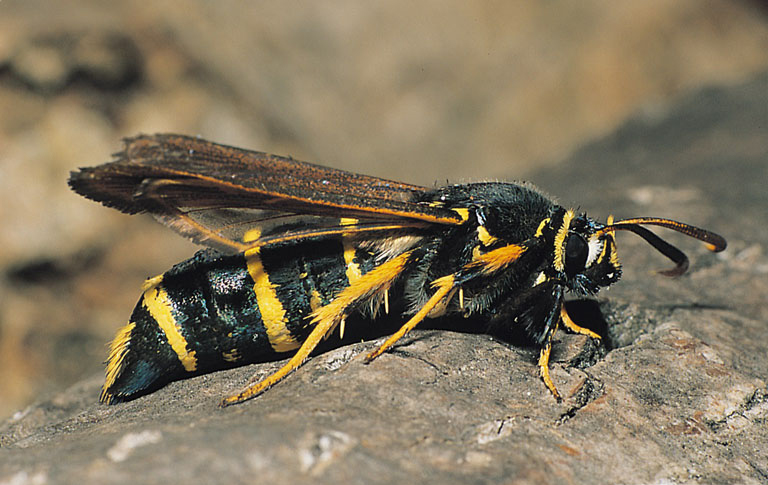
Kleiner Pappel-Glasflügler von der Seite

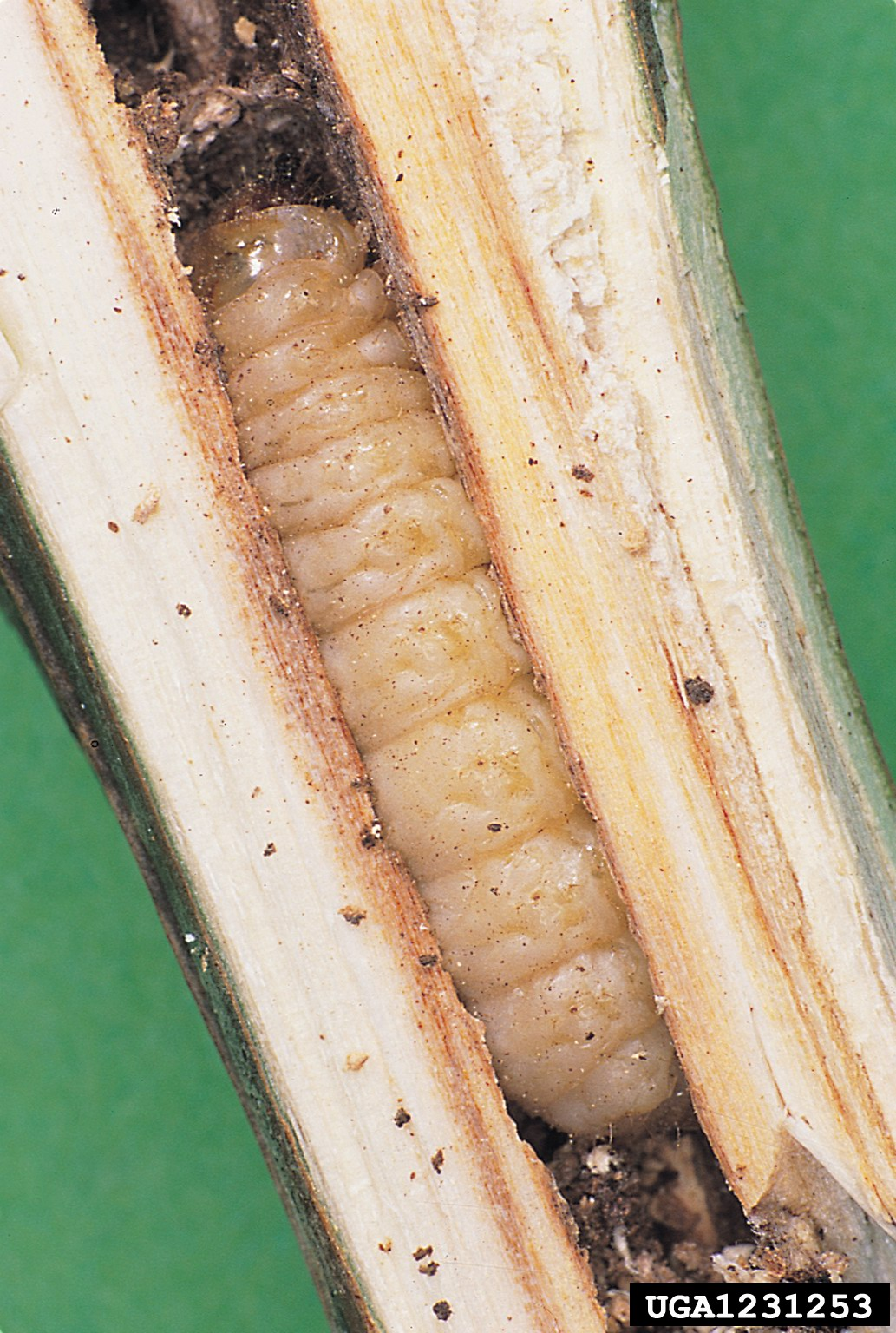
Raupe

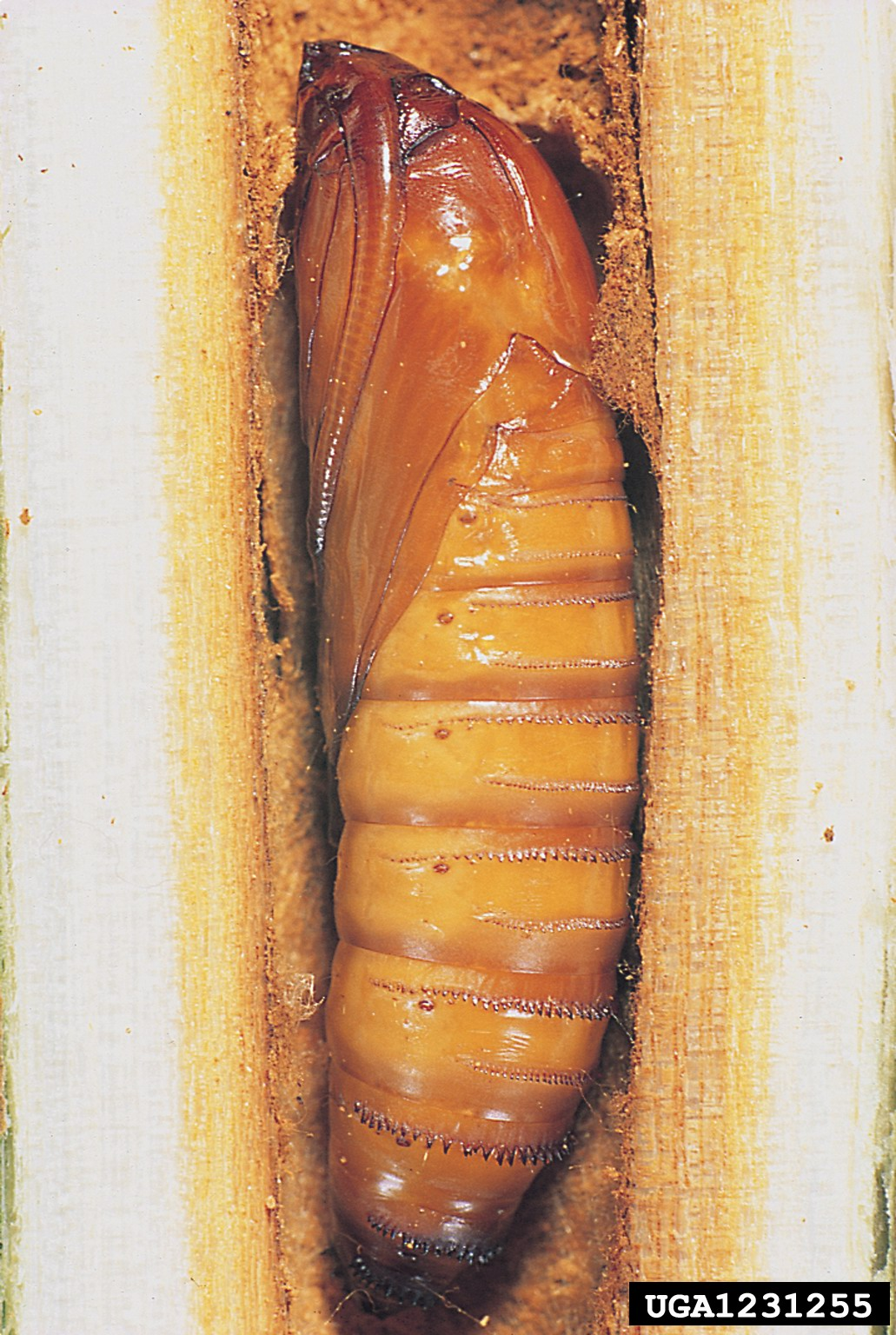
Puppe

Der Kleine Pappel-Glasflügler (Paranthrene tabaniformis) ist ein Schmetterling aus der Familie der Glasflügler. Die Art wird auch als Bremsenschwärmer bezeichnet.

## Merkmale
Die Falter erreichen eine Flügelspannweite von 25 bis 32 Millimeter. Diese Art ahmt wie der Hornissenschwärmer wehrhafte Insekten nach. Durch dieses Verhalten wird er indirekt geschützt. Man spricht dabei von Mimikry (sogenanntes Batessches Mimikry). Die Vorderflügel sind im Gegensatz zu den meisten Vertretern seiner Familie nicht durchsichtig, sondern grau gefärbt. Man erkennt diese Art an den vier gelben Ringen an dem sonst tiefblau gefärbten Körper. Wie die Bremsen fliegt er auch meist in den warmen Stunden des Mittags.

### Unterarten
- Paranthrene tabaniformis synagriformis[1]
- Paranthrene tabaniformis tabaniformis[1]

## Verbreitung
Die Art ist in Europa (bis ins südliche Fennoskandien), Nordafrika, Asien und Nordamerika (USA, südliches Kanada) verbreitet. In der vertikalen Verbreitung ist der Kleine Pappel-Glasflügler in Höhen zwischen 100 und 200 Metern anzutreffen. Im Alpenvorland steigt sie bis auf 600 Meter an und erreicht im Schwarzwald (Titisee) die derzeit bekannte Obergrenze. Jedoch ist diese Art schwer zu entdecken, so dass das genaue Verbreitungsgebiet nicht bekannt ist.

## Habitat
Man findet den Kleinen Pappel-Glasflügler in Auen, Bachtälern, Pappelpflanzungen und Parkanlagen mit Wasser.

## Lebensweise

### Verhalten
Die ausgewachsenen Tiere findet man von Ende Mai bis Anfang Juni und die Raupen von August bis Mai. Die Raupen minieren, d. h., sie bohren sich in Bodennähe in das Holz oder starke Wurzeln eines Baumes um mindestens zwei Jahre dort zu leben. Oft werden dafür einfach Löcher von Bockkäfern vergrößert. Nach mehreren Jahren verpuppen die Raupen sich dann dicht unter der ausgefressenen Höhlung. Zu den Nahrungspflanzen der Raupen zählen:
- Zitter-Pappel (Populus tremula)
- Silber-Pappel (Populus alba)
- Schwarz-Pappel (Populus cf. nigra)
- Sanddorn (Hippophae rhamnoides)
- Sal-Weide (Salix caprea)
- Silber-Weide (Salix alba)
- Ohr-Weide (Salix aurita)
- Grau-Weide (Salix cinera)

### Flugzeiten
Der Kleine Pappel-Glasflügler fliegt in einer Generation von Mitte Mai bis Anfang August (Baden-Württemberg). Dabei fliegen die Tiere nur bei Sonne (und reagieren sogar auf Wolken sensibel).